# Thomas Stevens (ciclista)
Thomas Stevens (Berkhamsted, Hertfordshire, Inglaterra, 24 de dezembro de 1854 – Londres, 24 de janeiro de 1935) foi a primeira pessoa a dar a volta ao mundo de bicicleta. Ele pedalou uma penny-farthing Ordinary, de abril de 1884 a dezembro de 1886. Depois procurou por Henry Morton Stanley na África, investigou os ascetas indianos e se tornou gerente do Garrick Theatre em Londres.

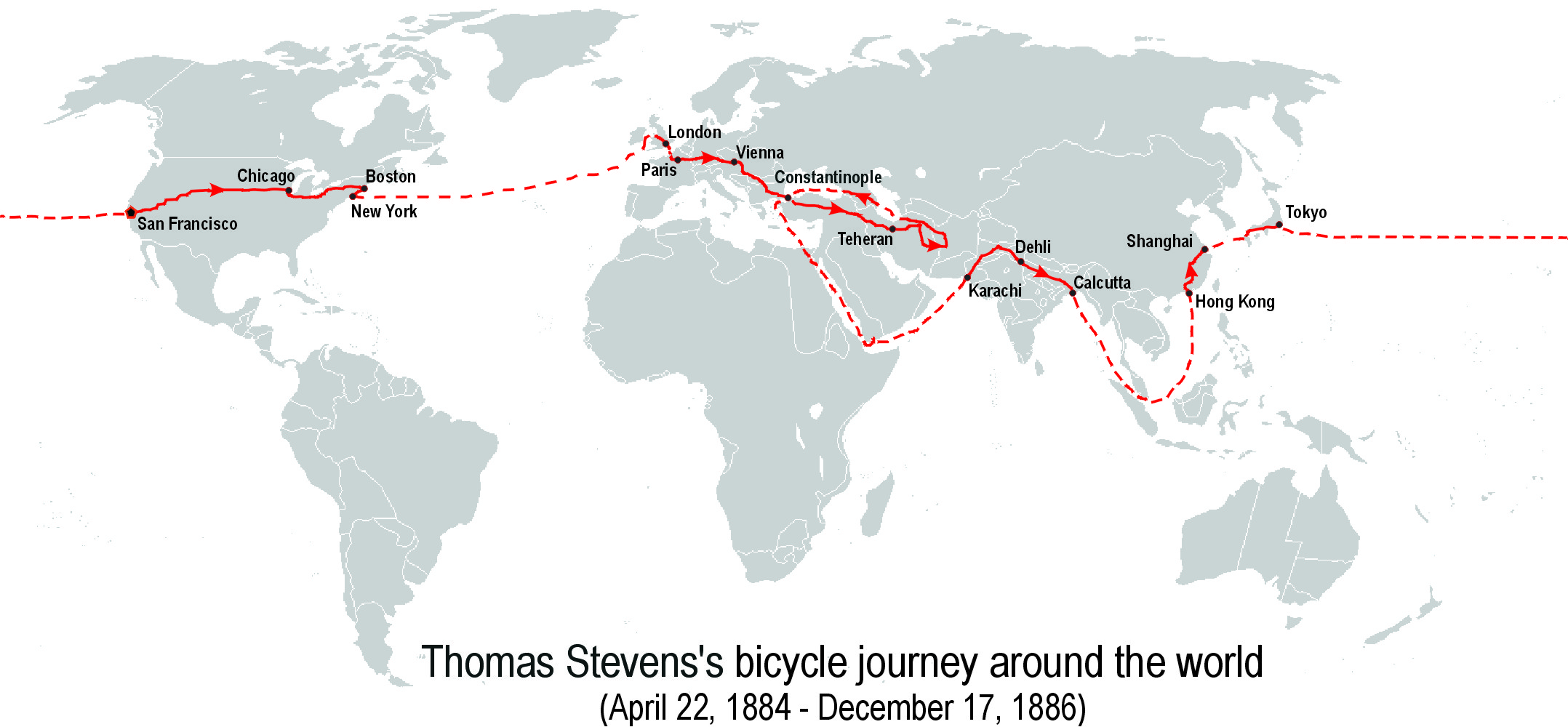
A viagem de bicicleta de Stevens ao redor do mundo (Apr. 22, 1884 - Dec. 17, 1886)

## Origem
Stevens, mais conhecido por Tom, nasceu em Castle Street, Berkhamsted, filho de William e Ann Stevens. Seu pai fazia trabalhos manuais. Thomas tinha uma irmã mais velha, Bridget, e uma mais nova, Jane. Frequentou a escola de caridade Bourne, e depois se tornou aprendiz de merceeiro. Seu pai migrou para o Missouri em 1868 mas retornou quando sua esposa adoeceu antes mesmo que o resto da família também pudesse ir aos Estados Unidos da América. Tom foi então aos EUA com um meio-irmão, mas ainda sem seus pais e irmãs em 1871 e o resto da família os seguiu passados dois anos. Mudaram-se para Denver e depois para San Francisco, onde Stevens aprendeu a andar de bicicleta.
A revista Adventure Cyclist o descreveu como "um homem de estatura mediana, vestindo uma enorme camisa azul de flanela sobre um macacão também azul enrolado pra dentro de polainas esticadas até os joelhos e bronzeado como uma noz. O bigode se sobressaia em seu rosto." A publicação também dizia: "Após dois anos trabalhando em um moinho ferroviário no Wyoming Thomas fugiu da cidade ao saberem que este estava importando trabalhadores ingleses em troca de uma comissão sobre seus salários. Depois foi empregado em uma mina no Colorado, onde teve a ideia de pedalar o país."

## Estados Unidos da América
Em 1884 Tom adquiriu uma bicicleta penny-farthing Columbia de 50 polegadas, 'Standard', com rodas niqueladas, produzida pela Pope Manufacturing Company de Chicago. Stevens carregou em sua bolsa de guidão meias, uma camisa extra, uma capa de chuva que também servia de tenda e saco de dormir e um revólver (conhecido como revólver "bull-dog", provavelmente um British Bull Dog e partiu de São Francisco às 8h de 22 de abril de 1884.  De Sacramento, Stevens viajou através de Montanhas de Sierra Nevada até Nevada, Utah, e Wyoming. Ao longo do percurso foi saudado por membros de clubes locais de ciclismo, especialmente o presidente da League of American Wheelmen em Laramie, Wyoming.  Tom nunca conheceu os EUA a leste do Mississippi.  Chegou a Boston após 6.000Km em vagões, estradas de terra, canais e rodovias, completando a primeira viagem de bicicleta transcontinental em 4 de agosto de 1884.
Harper's reportou: "Mais de um terço da rota o Sr. Stevens fez a pé. Oitenta e três dias e meio de viagem e mais vinte dias esperando condições climáticas favoráveis etc. Foram cento e três dias e meio até chegar a Boston. Pedalou a maior parte pela antiga estrada da Califórnia através de planícies e montanhas, deslumbrando os nativos e se deparando com uma grande sorte de estranhas aventuras."
Thomas Wentworth Higginson, que ouviu o discurso de Stevens no Clube Ciclístico de Massachusetts, disse: "Ele parecia Júlio Verne contando suas maravilhosas performances, ou como um Simbá, o Marujo contemporâneo. Descobrimos que os inventos mecânicos modernos, ao invés de tirar o encanto do universo, permitiu meios de se explorar melhor suas maravilhas. Em vez de sair pelo mundo com uma espingarda com o propósito de se matar uma criatura - ou entulhado de panfletos a fim de converter alguém - este bravo jovem simplesmente deu a volta no globo para ver as pessoas que nele habitam; e tendo ele sempre algo a mostrar tão interessante quanto os outros tinham a lhe oferecer, assim fez seu caminho por entre as nações."

## Europa
Stevens passou o verão em Nova York e contribuiu com rascunhos de sua viagem transcontinental para a revista Outing, que fez dele um correspondente especial e o enviou pelo navio a vapor "City of Chicago" até Liverpool. Tom chegou dez dias depois em 9 de abril de 1885. Deixou sua bicicleta nos depósitos subterrâneos da London and North Western Railway e foi de trem até Londres para arranjar sua viagem pela Europa e investigar as condições da Ásia. Lá recebeu ajuda de um intérprete na embaixada Chinesa que o desencorajou de passar pela Alta Birmânia e pela China.
Tom retornou a Liverpool em 30 de abril de 1885 e em 4 de maio iniciou formalmente sua viagem, partindo da igreja de Edge Hill, onde centenas de pessoas foram se despedir. Sobre este dia, escreveu:
Um pequeno mar de chapéus ondulou entusiasmado no céu; uma salva de palmas emanou de 500 ingleses e inglesas no momento em que montei minha reluzente bicicleta; com a assistência de uns poucos policiais, vinte e cinco ciclistas que se juntaram para me acompanhar durante a saída montaram e pedalaram em formação e muito contentes nós pedalamos pela Edge-lane para fora de Liverpool."
Em poucos minutos começou a chover.
Thomas pedalou pela Inglaterra usando um capacete militar branco, passando por Berkhamsted, onde nasceu. Deixou registrado que as condições das estradas da Inglaterra são melhores que as da América. Foi de balsa de Newhaven a Dieppe para atravessar para  França e seguiu pela Alemanha, Austria, Hungria (onde foi acompanhado por um grupo de ciclistas com quem não compartilhava idioma), Eslavônia, Sérvia, Bulgária, Rumélia e Turquia.
Em Constantinopla descansou entre pessoas que haviam ouvido falar da America, consertou alguns raios, roda e outras peças e conseguiu um revólver melhor (um calibre .38 Smith & Wesson), esperou por notícias a respeito de bandidos e assaltos e depois pedalou pela Anatólia, Armênia, Curdistão, Iraque e Irã, onde esperou terminar o inverno em Teerã a convite do Xá.

## Ásia
Tendo lhe sido negada a permissão para atravessar a Sibéria, partiu a 10 de março de 1886 para o Afeganistão, de onde foi repelido pelas autoridades locais. Embarcou então em um vapor russo através do mar Cáspio até Baku; depois de trem até Batumi; de navio a vapor para Constantinopla e Índia. No mar Vermelho seus conhecimentos sobre mulas foi útil ao exército Britânico. Pedalou através da Índa, observando que o clima estava sempre quente e que a rota do Grande Tronco era excelente para a bicicleta e livre de bandidos. Muito da sua descrição da vida na Índia, entretanto, foi baseada na opinião de especialistas em vez de suas próprias observações. Outro navio a vapor o levou de Calcutá a Hong Kong e sul da China. Pedalou para o leste da China, encontrando enorme dificuldade ao pedir direções em um idioma que não era capaz de falar. Um oficial chinês lhe deu refúgio de manifestantes revoltados com a guerra contra a França. Alcançando a costa tomou um vapor para o Japão onde deliciou-se com a calma deste país. A parte ciclística de sua jornada em volta do globo terminou em 17 de dezembro de 1886, em Yokohama. Seu itinerário contabiliza "distância pedalada: aproximadamente 21.000Km". Stevens retornou de navio vapor a São Francisco em janeiro de 1887.
As viagens de Thomas Stevens pelo Japão foram noticiadas no jornal Jijishinpou. Durante o trajeto, Stevens enviou várias cartas à revista Harper's Magazine fornecendo detalhes de suas experiências que depois compilou em um livro de mil páginas dividido em dois volumes chamado Around the World on a Bicycle (Volta ao Mundo em uma Bicicleta) facilmente encontrado em livrarias e gratuito na internet em formato digital. O preço de um original está em torno de 300 e 400 Dólares
A Pope Company manteve a bicicleta de Stevens até a Segunda Guerra Mundial, quando foi doada para um ferro-velho de reciclagem para ajudar nos esforços de guerra.

## À busca de Stanley
Em 1888 o jornal New York World pediu que Thomas procurasse pelo explorador Henry Morton Stanley na África oriental. Stanley havia viajado pelo Congo mas já haviam se passado dezoito meses sem que se tivesse notícias. Thomas disse que esta seria uma "grande oportunidade; a melhor chance de ganhar fama no âmbito da exploração na África. Como 'encontrei Stanley' seria visto ao lado de 'encontrei Livingstone?'"
Thomas saiu de Nova York em um navio a 5 de janeiro de 1889. Recebeu as seguintes instruções:
Ir a Zanzibar e investigar a atual conjuntura do local. Descobrir a verdade sobre os conflitos entre Alemães e Árabes. Ver o que há de ser visto no comércio escravista. Saber o máximo possível acerca de Stanley e Emin Pasha, e, se necessário ou aconselhavel, organizar uma expedição e adentrar o interior a fim de encontrar notícias confiáveis sobre a expedição de resgate de Emin Pasha. Não poupe despesas para concluir o objetivo da empreitada, mas ao mesmo tempo não desperdice dinheiro displicentemente.
Stevens liderou uma expedição de seis meses,  enquanto escrevia para o jornal a respeito da escalada ao Monte Kilimanjaro e grandes caçadas. Ele encontrou o acampamento de Stanley em uma competição com o jornal rival New York Herald e escreveu seu livro, Scouting for Stanley in East Africa. Conclui:
Ao final de fevereiro de 1890 estava eu novamente em Nova York. Estivera fora por catorze meses. Não encontrei Stanley como este encontrara Livingstone em 1871; as circunstâncias foram diferentes. Fui gratificado, contudo com uma perdoável ambição jornalística de ser o primeiro correspondente a encontrá-lo e dar-lhe notícias sobre o mundo depois de um longo período isolado na África. Tendo encontrado Mr. Stanley após enfrentar tão adversas condições, teve ele comigo enorme apreço e calorosamente me demonstrou sua gratidão através de toda a cortesia que me foi possível conceder na marcha em direção à costa, no Egito e em Zanzibar.
Tom então rumou à Russia, navegou os rios da Europa, e investigou milagres de ascetas indianos. Sua afirmação de que "os relatos dos viajantes, de Marco Polo à última testemunha dos milagres indianos… são a pura verdade" foi recebida com ceticismo e por causa disso sua carreira foi maculada.  Os planos de expor suas fotos da Índia em Londres não foram concluidos.

## Retorno à Inglaterra
Stevens retornou à inglaterra por volta de 1895 e se casou com Frances Vanbrugh, viúva e mãe das atrizes Irene and Violet Vanbrugh. Tornou-se gerente do teatro Garrick em Londres. Faleceu em Londres de câncer na bexiga e está enterrado no Cemitério de East Finchley, Londres.
Suas publicações também incluem:
- Wild Pea-Fowls in British India, St. Nicholas Magazine, Setembro de 1888
- Some Asiatic Dogs, St. Nicholas Magazine, Fevereiro de 1890
- Through Russia on a Mustang, Cassell Publishing Company, Nova York, 1891